# Philippe Baudet
Philippe Baudet (* 29. August 1901 in Argenteuil; † 19. März 1981 in Paris) war ein französischer Diplomat, zuletzt im Rang eines Botschafters.

## Leben
Philippe Baudet besuchte das Lycée Condorcet in Paris. Er studierte Rechtswissenschaft und Politische Wissenschaften an der Universität Paris sowie an der privaten Hochschule École libre des sciences politiques.
1928 trat er in den Dienst des Außenministeriums ein und diente zunächst am Konsulat in Konstantinopel. Von 1930 bis 1934 war er an den Botschaften in Washington und Nanjing akkreditiert. Anschließend war er am Quai d’Orsay in der Wirtschaftsabteilung beschäftigt. 1938 wurde er Botschaftssekretär in Mexiko-Stadt.
Anfang 1942 wurde Philippe Baudet von der Vichy-Regierung abberufen. Philippe Baudet stellte sich darauf den Forces françaises libres unter General de Gaulle in London zur Verfügung, wo er die Abteilung Auswärtige Angelegenheiten leitete. Von August 1944 bis 1945 war er erneut an der Botschaft in Washington, wo er zum Ersten Botschaftsrat befördert wurde.
Von 1945 bis 1947 war er am Quai d’Orsay Direktor der Abteilung „Asien-Ozeanien“. Von 1947 bis 1950 war er Botschaftsrat in London, wo er zeitweise Chargé d’affaires war. Am 23. September 1950 wurde er in Belgrad als Botschafter akkreditiert und diente dort bis 1955. Von 1961 bis 1963 war er Botschafter in Bern und zwischen 1964 und 1966 in derselben Funktion in Moskau.

## Quelle
- Philippe Baudet im Munzinger-Archiv (Artikelanfang frei abrufbar)